# Liberty, Kansas
Liberty là một thành phố thuộc quận Montgomery, tiểu bang Kansas, Hoa Kỳ. Năm 2010, dân số của xã này là 123 người.

## Dân số
Dân số các năm:
- Năm 2000: 95 người
- Năm 2010: 123 người